# Шевелев, Владимир Леонидович
Владимир Леонидович Шевелев (род. 21 августа 1948) — советский хоккеист, защитник. Тренер.

## Биография
На юношеском и молодёжном уровне играл за «Спартак» Москва. 11 сезонов (1967/68 — 1977/78) отыграл за «Энергию» / «Кристалл» Саратов. Завершал карьеру в команде второй лиги «Химик» Энгельс (1979/80 — 1980/81). Главный тренер «Химика» в первой половине сезона 1988/89. Главный тренер пермского «Молота» с июня 1989 по 3 января 1991. Тренер «Кристалла» в сезоне 1999—2000, с октября. В дальнейшем тренировал юношей «Кристалла».